# Worldbeat
Worldbeat hace referencia a cualquier estilo de música que fusione la música tradicional y folklórica -en general desde fuentes no tradicionales- con música electrónica, rock e influencias pop.

## Origen del género
La música Worldbeat tiene origen a mediados de los años 1980, cuando artistas como David Byrne, Peter Gabriel y Paul Simon comenzaron a incorporar influencias de géneros musicales provenientes de todo el mundo, especialmente de África y Latinoamérica. Más tarde, la Worldbeat comenzó a encontrar su hueco como subgénero de la música popular y se ha convertido en una influencia para músicos comerciales tales como Kirsty MacColl y su álbum "Tropical Brainstorm", de inspiración latinoamericana.
En los años 2000, bandas indie como Gang Gang Dance, Yeasayer y Vampire Weekend, adoptaron este género al fusionar elementos distintivos del Raï, Samba, Flamenco, Tango, Gawwali, Highlife y Raga.

## Géneros resultantes de la fusión
Afrobeat - Afro-Cuban jazz - Afro-juju - Bhangragga - Biguine - Burguer highlife - Calypso-style baila - Campursari - Nueva canción - Chicha - Chutney bhangra - Fuji - Hip life - Lambada - Latin jazz - Merenrap - Mor lam sing - Punta - Rapso - Reggae highlife - Salsa - Slack key - Songo - Zam rock - Zouk - Ska.